# Агаев, Руфат Агабаба оглы
Руфат Агабаба оглы Агаев (азерб. Rüfət Ağababa oğlu Ağayev; род. 13 февраля 1945, Баку) — советский азербайджанский партийный и государственный деятель. Председатель АСПС (1989—1990), первый секретарь Бакинского горкома КП Азербайджана (1990—1991), городской голова Баку (1991—1992). Чрезвычайный и полномочный посол Азербайджана в Италии (1992—1994). Член ЦК КПСС (1990—1991).

## Биография
Родился 13 февраля 1945 года в городе Баку, столице Азербайджанской ССР.
В 1967 году окончил Азербайджанский институт нефти и химии имени М. Азизбекова.
С 1967 года — помощник мастера цеха, инженер патентного бюро Бакинского электромашиностроительного завода, с 1969 года — инженер отдела Госстандарта СССР. В 1970—1972 годах служил в рядах Советской Армии. С 1972 года — старший инженер, руководитель группы отдела Госстандарта СССР. С 1974 года — заместитель главного инженера Бакинского агрегатного производственно-конструкторского объединения.
С 1975 года — главный инженер, с 1976 года — директор Сумгаитского завода компрессоров. В 1978—1989 годах — генеральный директор производственного объединения «Бакэлектробытприбор». К середине 1980-х, когда предприятие стало получать все больше рекламаций на произведенные холодильники, Агаев приложил усилия для восстановления престижа объединения, в том числе — перевод предприятия на госприёмку, аттестация рабочих мест на соответствие стандартам, создание технологических паспортов на оснастку в штампо-сварочном и инструментальном цехах, освоено производство новых двухкамерных холодильников «Чинар».
27 марта 1989 года на пленуме Азербайджанского республиканского совета профсоюзов избран председателем АСПС. С февраля 1990 года до момента роспуска партии — первый секретарь Бакинского городского комитета Компартии Азербайджана. В июне 1990 — ноябре 1991 годов параллельно занимал должность председателя Бакинского городского Совета народных депутатов, в 1991—1992 годах — глава Исполнительной власти города Баку; фактически руководил городом с февраля 1990 по апрель 1992 года.
В мае 1992 года назначен заместителем премьер-министра Азербайджана, 21 июля 1992 года снят с этой должности и назначен Чрезвычайным и полномочным послом Азербайджана в Италии, хотя фактически в Италию на дипломатическую работу направлен не был. 15 октября 1994 года указом президента Азербайджана Гейдара Алиева должность Чрезвычайного и полномочного посла в Италии упразднена.
С 1998 года проживал на территории Российской Федерации, возглавлял представительство украинского ОАО «Норд» в России. В 2003—2007 годах возглавлял межрегиональное общественное объединение предпринимателей из Азербайджана «Содействие соотечественникам». 
Активно участвовал в общественно-политической жизни Азербайджана и Советского Союза, в 1970—1991 годах состоял в КПСС, выдвинут делегатом на XIX Всесоюзную партийную конференцию и XXVIII съезд КПСС, съезды КПА. В 1990—1991 годах — член ЦК КПСС и ЦК КП Азербайджана. В 1990 году избран народным депутатом Азербайджанской ССР от Мардакянского избирательного округа № 5 Азербайджанской ССР, состоял в Мандатной комиссии. В 2003 году подавал заявку в Центризбирком Азербайджана на регистрацию кандидатуры в президенты Азербайджана, однако допущен не был.